# 1965 w sztukach plastycznych
Wydarzenia w sztukach plastycznych i wizualnych w 1965 roku.

## Wydarzenia
- Roman Opałka rozpoczyna pracę nad serią tzw. „obrazów liczonych”, którą będzie tworzył aż do swojej śmierci w 2011 roku[1]
- Odbyło się pierwsze Biennale Form Przestrzennych w Elblągu
- Odbyły się III Międzynarodowe Spotkania Artystów, Naukowców i Teoretyków Sztuki w Osiekach.
- W Orońsku powstał Ośrodek Rzeźbiarski (w 1981 roku przekształcony w Centrum Rzeźby Polskiej)[2]
- W Warszawie otwarto Muzeum Rzeźby im. Xawerego Dunikowskiego w Królikarni
- We Wrocławiu otwarto Muzeum Architektury[3]
- W Białymstoku otwarto Galerię Arsenał (początkowo jako Biuro Wystaw Artystycznych)[4]
- W Zielonej Górze otwarto Biuro Wystaw Artystycznych oraz odbyła się I edycja Złotego Grona
- W Krakowie otwarto Galerię Sztuki Współczesnej „Bunkier Sztuki”[5]

## Malarstwo
- Salvador Dalí

Stacja kolejowa w Perpignan
- Edward Hopper

Chair Car – olej na płótnie
- Howard Kanovitz

Taniec
- Tadeusz Kantor

Nr V. Prado II (Infantka) – akryl na płótnie, ambalaż, 162x100 cm, w kolekcji Muzeum Narodowego w Krakowie
- Roy Lichtenstein

Wielki obraz VI (ang. Big Painting VI) – olej i farba na płótnie, 233x328 cm
- Kenneth Noland

Bez tytułu – akryl na płótnie, 161,2x161,2 cm
- Jerzy Nowosielski

Akt z oknem – olej na płótnie, 120x100 cm
- James Rosenquist

F-111 (1964-1965) – olej i farby aluminiowe na płótnie, 304,8x2621,3 cm
- Mark Tobey

Miasto zjawa (Ghost Town) – olej na płótnie, 207,8x134 cm
- Pierre Soulages

Obraz 11 lipca
- Antoni Tàpies

Gwasz ręką

## Rzeźba
- Alina Szapocznikow

Bez tytułu (1964-1965)
Buła (Głowa IX) (1964-1965)
Popiersie z biustem (1964-1965)
seria Reliefy (1964-1965)
Półtwarz na wysokiej łodydze (1964-1965)
Bez tytułu I i II
Dwuczęściowa
Człowiek z instrumentem
Filozof
Głowa niema
Głowa X
Goldfinger
Jednonoga
Sa Majesté Science (Jej wysokość nauka)
Sprzątaczka (Femme de menage)
Seria Ceramika
Modelka
Nędzarz
Noga
Portret wielokrotny (dwukrotny)

## Grafika
- Maurits Cornelis Escher

Węzły – drzeworyt langowy

## Plakat
- Franciszek Starowieyski

plakat do sztuki teatralnej Zamek – format A1
plakat do sztuki teatralnej Wędrówka mistrza Kościeja – format A1

## Performance
- Joseph Beuys

W jaki sposób wyjaśnić obrazy martwemu zającowi

## Happening
- Alex Mlynarčík, Stano Filko i Zita Kostrova

Happsoc I.

## Nagrody
- World Press Photo – Kyōichi Sawada[23]
- Grand Prix Biennale w São Paulo – Magdalena Abakanowicz[1]

## Urodzeni
- 7 czerwca – Damien Hirst, angielski artysta
- Monica Bonvicini, włoska artystka
- Massimo Furlan, szwajcarski artysta performer, aktor i reżyser teatralny
- Julian Rosefeldt, niemiecki artysta multimedialny